# Lemma di Mazur
In matematica, il lemma di Mazur, conosciuto anche come teorema di Mazur o lemma di Banach-Mazur, è un risultato nella teoria degli spazi vettoriali normati. Esso afferma che per ogni successione convergente debolmente in uno spazio normato esiste una successione di combinazioni convesse dei suoi membri che converge fortemente allo stesso limite. Prende il nome dal matematico polacco Stanisław Mazur.

## Enunciato
Sia dato uno spazio normato {\displaystyle X} e una sua successione {\displaystyle u_{n}} convergente debolmente a {\displaystyle u}, ovvero tale che per ogni funzionale {\displaystyle f} nel duale di {\displaystyle X} valga che:
{\displaystyle f(u_{n})\to f(u)\quad {\text{per }}n\to +\infty }
Allora, esiste una funzione {\displaystyle N:\mathbb {N} \to \mathbb {N} } e una successione:
{\displaystyle \{\alpha _{k,n}|k\in [n,N(n)]\}}
tale che {\displaystyle \alpha _{k,n}\geq 0} e:
{\displaystyle \sum _{k=n}^{N(n)}\alpha _{k,n}=1}
tale che la sequenza {\displaystyle v_{n}} definita come:
{\displaystyle v_{n}=\sum _{k=n}^{N(n)}\alpha _{k,n}u_{k}}
converge fortemente a {\displaystyle u\in X}, ovvero:
{\displaystyle \|v_{n}-u\|\to 0\quad {\text{per }}n\to \infty }